# Spårväg Syd
| Streckenlänge: | 17 km                |                                |                                |
| Spurweite: | 1435 mm (Normalspur) |                                |                                |
| Stromsystem: | 750 V =              |                                |                                |
| Streckengeschwindigkeit: | 75 km/h              |                                |                                |
| Zugbeeinflussung: | ATP                  |                                |                                |
| Zweigleisigkeit: | durchgängig          |                                |                                |
| |                      |                                |                                |
| \| \| \| Verlängerung in Vorplanung \| \| \| \| Gullmarsplan Übergang 17 18 19 \| \| \| \| Globen Übergang 30 31 \| \| \| \| Enskede gård Übergang 19 \| \| \| \| Livlandsgatan \| \| \| \| Tussmötevägen \| \| \| \| Örby \| \| \| \| geplant bis 2033 \| \| \| \| Älvsjö Übergang 40 41 42 43 44 \| \| \| \| Kämpetorpsskolan \| \| \| \| Mickelsbergsvägen \| \| \| \| Fruängen Übergang 14 \| \| \| \| Vantörsvägen \| \| \| \| Segeltorp \| \| \| \| Södertäljevägen \| \| \| \| Sätra industri \| \| \| \| Sätra \| \| \| \| Skärholmen Übergang 13 \| \| \| \| Stadtgrenze Stockholm/Huddinge \| \| \| \| Södertäljevägen \| \| \| \| Kungens kurva \| \| \| \| Kungens kurva syd \| \| \| \| Masmo Übergang 13 \| \| \| \| Gustav Adolfsvägen \| \| \| \| Glömstavägen \| \| \| \| Katrinebergsvägen \| \| \| \| Huddinge sjukhus \| \| \| \| Flemingsberg Übergang 40 41 44 \| |                      |                                |                                |
| |                      | Verlängerung in Vorplanung     |                                |
| U-Bahn-Kopfbahnhof Streckenanfang (Strecke außer Betrieb) |                      | Gullmarsplan Übergang 17 18 19 | Gullmarsplan Übergang 17 18 19 |
| U-Bahn-Bahnhof (Strecke außer Betrieb) |                      | Globen Übergang 30 31          | Globen Übergang 30 31          |
| U-Bahn-Haltepunkt / Haltestelle (Strecke außer Betrieb) |                      | Enskede gård Übergang 19       | Enskede gård Übergang 19       |
| U-Bahn-Haltepunkt / Haltestelle (Strecke außer Betrieb) |                      | Livlandsgatan                  | Livlandsgatan                  |
| U-Bahn-Haltepunkt / Haltestelle (Strecke außer Betrieb) |                      | Tussmötevägen                  | Tussmötevägen                  |
| U-Bahn-Haltepunkt / Haltestelle (Strecke außer Betrieb) |                      | Örby                           | Örby                           |
| U-Bahn-Strecke (außer Betrieb) |                      | geplant bis 2033               | geplant bis 2033               |
| U-Bahn-Bahnhof (Strecke außer Betrieb) |                      | Älvsjö Übergang 40 41 42 43 44 | Älvsjö Übergang 40 41 42 43 44 |
| U-Bahn-Haltepunkt / Haltestelle (Strecke außer Betrieb) |                      | Kämpetorpsskolan               | Kämpetorpsskolan               |
| U-Bahn-Haltepunkt / Haltestelle (Strecke außer Betrieb) |                      | Mickelsbergsvägen              | Mickelsbergsvägen              |
| U-Bahn-Bahnhof (Strecke außer Betrieb) |                      | Fruängen Übergang 14           | Fruängen Übergang 14           |
| U-Bahn-Haltepunkt / Haltestelle (Strecke außer Betrieb) |                      | Vantörsvägen                   | Vantörsvägen                   |
| U-Bahn-Haltepunkt / Haltestelle (Strecke außer Betrieb) |                      | Segeltorp                      | Segeltorp                      |
| |                      | Södertäljevägen                |                                |
| U-Bahn-Haltepunkt / Haltestelle (Strecke außer Betrieb) |                      | Sätra industri                 | Sätra industri                 |
| U-Bahn-Haltepunkt / Haltestelle (Strecke außer Betrieb) |                      | Sätra                          | Sätra                          |
| U-Bahn-Bahnhof (Strecke außer Betrieb) |                      | Skärholmen Übergang 13         | Skärholmen Übergang 13         |
| U-Bahn-Grenze (Strecke außer Betrieb) |                      | Stadtgrenze Stockholm/Huddinge | Stadtgrenze Stockholm/Huddinge |
| |                      | Södertäljevägen                |                                |
| U-Bahn-Haltepunkt / Haltestelle (Strecke außer Betrieb) |                      | Kungens kurva                  | Kungens kurva                  |
| U-Bahn-Haltepunkt / Haltestelle (Strecke außer Betrieb) |                      | Kungens kurva syd              | Kungens kurva syd              |
| U-Bahn-Bahnhof (Strecke außer Betrieb) |                      | Masmo Übergang 13              | Masmo Übergang 13              |
| U-Bahn-Haltepunkt / Haltestelle (Strecke außer Betrieb) |                      | Gustav Adolfsvägen             | Gustav Adolfsvägen             |
| U-Bahn-Haltepunkt / Haltestelle (Strecke außer Betrieb) |                      | Glömstavägen                   | Glömstavägen                   |
| U-Bahn-Haltepunkt / Haltestelle (Strecke außer Betrieb) |                      | Katrinebergsvägen              | Katrinebergsvägen              |
| U-Bahn-Haltepunkt / Haltestelle (Strecke außer Betrieb) |                      | Huddinge sjukhus               | Huddinge sjukhus               |
| U-Bahn-Kopfbahnhof Streckenende (Strecke außer Betrieb) |                      | Flemingsberg Übergang 40 41 44 | Flemingsberg Übergang 40 41 44 |

Spårväg Syd (schwedisch für Straßenbahn Süd) ist eine geplante Stadtbahn im Süden der Stadt Stockholm und in der Gemeinde Huddinge über insgesamt rund 17 Kilometer Länge auf der Strecke Älvsjö–Fruängen–Skärholmen–Kungens kurva–Masmo–Flemingsberg. Sie wird zwei U-Bahn- und fünf S-Bahn-Linien miteinander verbinden. Am 30. März 2017 gab Sverigeförhandlingen bekannt, dass der Bau beschlossen sei. Das Projekt begann im Jahr 2020 und der Verkehr soll im Jahr 2033 aufgenommen werden.

## Geschichte
Spårväg Syd wird seit Anfang der 1990er-Jahre untersucht. Im Rahmen einer Vorstudie wurde im Herbst 2010 eine Bevölkerungsbefragung durchgeführt, bei der es darum ging, Meinungen der betroffenen Kommunen und Behörden, aber auch anderer Akteure einzuholen. Storstockholms Lokaltrafik (SL) hat außerdem eine Vorstudie für die Spårväg Syd erstellt, in der verschiedene Verkehrsarten und Routen untersucht werden. Am 23. Januar 2013 schrieb die SL auf ihrer Website: „Die Machbarkeitsstudie ist nun abgeschlossen. Die SL geht davon aus, dass eine Investition in eine Straßenbahn nicht gerechtfertigt ist. Stattdessen wird eine Entwicklung des Busverkehrs in der Region vorgeschlagen.“
Der Verkehrsausschuss im Stockholmer Bezirksrat beschloss jedoch am 16. Oktober 2012, die Planungen zum Bau der Spårväg Syd fortzusetzen, und die Straßenbahnlinie wurde in den Kernnetzplan für den öffentlichen Nahverkehr der Region aufgenommen. Anschließend wurde eine Planungsstudie erstellt, die 2016 abgeschlossen wurde.
Am 30. März 2017 wurde mit Sverigeförhandlingen eine Einigung zum Bau der Spårväg Syd erzielt und ein Projektstart für das Jahr 2020 vereinbart. Ein Konsultationsbericht wurde 2022 fertiggestellt. Eine Entscheidung über die genaue Route sollte im Jahr 2023 getroffen werden, ist aber um ein Jahr verschoben. Der Regionalrat hat im Frühjahr 2024 Stellungnahmen aller Beteiligten angefordert, während zeitgleich geotechnische Untersuchungen an der Strecke begonnen wurden. Zuerst soll der Abschnitt Flemingsberg–Skärholmen umgesetzt werden.

## Anschluss an die Tvärbanan
Für eine Verlängerung der Spårväg Syd von Älvsjö nach Gullmarsplan wurde eine Bedarfsanalyse durchgeführt, in der diese mögliche Verbindung zur Tvärbanan beschrieben wird. Dies wurde auch im Zusammenhang mit der Untersuchung von ÖPNV-Lösungen in der Ostverbindung untersucht. Dies würde bedeuten, dass zwischen der geplanten Haltestelle der Spårväg Syd in Älvsjö und der bestehenden Haltestelle der Tvärbanan an der Avicii Arena (ehemals „Globen“) eine Straßenbahn gebaut würde, die den Verkehr auf der bestehenden Strecke der Tvärbanan weiter in Richtung Gullmarsplan und Sickla ermöglichen würde. Teile des bestehenden Gleisdamms der Gröna linjen sollen zwischen Globen und Enskede gård genutzt werden. Die U-Bahn auf dieser Strecke wird um 2030 stillgelegt, wenn die U-Bahn nach Hagsätra auf die Blå linjen umgestellt wird.